# Municipio de Glendale (Dakota del Sur)
El municipio de Glendale (en inglés: Glendale Township) es un municipio ubicado en el condado de Hand en el estado estadounidense de Dakota del Sur. En el año 2010 tenía una población de 11 habitantes y una densidad poblacional de 0,12 personas por km².

## Geografía
El municipio de Glendale se encuentra ubicado en las coordenadas 44°20′30″N 99°7′30″O / 44.34167, -99.12500. Según la Oficina del Censo de los Estados Unidos, el municipio tiene una superficie total de 93.74 km², de la cual 93,52 km² corresponden a tierra firme y (0,24 %) 0,22 km² es agua.

## Demografía
Según el censo de 2010, había 11 personas residiendo en el municipio de Glendale. La densidad de población era de 0,12 hab./km². De los 11 habitantes, el municipio de Glendale estaba compuesto por el 100 % blancos. Del total de la población el 0 % eran hispanos o latinos de cualquier raza.